# 신 없는 세계의 신 활동
신 없는 세계의 신 활동(神無き世界のカミサマ活動, KamiKatsu)은 아카시로 아오이가 글을 쓰고 손쇼 한게츠반이 그림을 그린 일본 만화 시리즈이다. 2019년 5월부터 2020년 10월까지 히어로스(Hero's Inc.)의 청년 만화 잡지 월간 히어로스에 처음 연재되었고, 2020년 11월부터 코믹플렉스 웹사이트로 이전되었다. 이 시리즈는 2023년 5월 기준 7권의 단행본으로 수집되었다. 스튜디오 팔레트가 제작한 애니메이션 각색 작품은 2023년 4월부터 7월까지 방영되었다.